# Mainet
Mainet és una cançó de gesta francesa de la segona meitat del segle xii que tracta de les infàncies de Carlemany; pertany, per tant, al cicle de Carlemany. Desgraciadament, de la versió original se n'han conservat només un miler de versos en un manuscrit molt malmès. Però l'argument és conegut, ja que fou un tema molt popular i se'n conserven versions en altres llengües.

## Resum de l'argument
Els germanastres de Carlemany, Rainfroi i Heldri, han enverinat Pipí i Berta i s'han apoderat del regne, tot deixant Carles relegat a una feina de servent a les cuines. Carles fuig amb alguns acompanyants i es refugia a la cort del rei sarraí de Toledo, Galafre. Galafre els acull com a soldats seus. Galiana, filla de Galafre, s'enamora de Carles (que es fa anomenar Mainet) i es converteix al cristianisme. Galafre promet a Carles/Mainet la mà de la seva filla si venç el seu enemic, el gegant Braimant. Carles/Mainet ho aconsegueix i li pren l'espasa Durandal. De retorn a Toledo, Marsili, fill de Galafre i germà de Galiana, ha preparat una emboscada a Carles/Mainet perquè amenaça els seus drets com a hereu. Galiana veu la traïció en un mirall màgic i avisa Carles/Mainet, que evita de caure-hi i fuig amb Galiana i els seus homes. Quan estan tornant cap a França, Carles/Mainet s'assabenta de l'amenaça dels sarraïns sobre Roma i corre a ajudar el Papa. Després de vèncer, torna a França, executa els seus germanastres i es proclama rei.

## Comentari
El text conservat es presenta en forma d'alexandrins en laisses monorimes de llargada desigual en rima masculina o femenina. L'argument se situa en la continuació de la cançó de Berthe aux grands pies.
Se'n conserva una versió francoitaliana titulada Karleto, també una versió alemanya titulada Karlmeinet i encara en altres relats n'hi ha versions.
Evidentment el que es narra en la cançó de gesta no té cap paral·lel en la vida del Carlemany històric. En canvi, s'ha assenyalat el paral·lelisme amb la vida d'Alfons VI, que es refugià a la taifa de Toledo fugint de la presó del seu germà Sanç i finalment aconseguí el regne. Alguns elements d'aquesta història podrien haver estat aprofitats pel poeta francès. D'altra banda, la història dels germanastres de Carlemany pot estar basada en l'episodi on Carles Martel, fill bastard de Pipí d'Héristal, vencé el merovingi Khilperic (que correspondria amb Heldri) i el seu majordom palatí Raginfred (que correspondria Rainfroi) el 716 a Amblève (prop de Malmedy). La llegenda de Carlemany hauria absorbit un fet del seu avi.
Una tradició paral·lela, i divergent (ja que els traïdors fan una altra fi), es conservava en la cançó de gesta Basin, avui perduda però de la qual es coneix l'argument